# Војничко гробље Власина Рид
Војничко гробље Власина Рид у истоименом насељу на територији општине Сурдулица је локалитет за који се поуздано зна да су се на њему налази(ли) гробови пет ратника Добровољачког одреда Војводе Вука Поповића, погинулих 1915. године. 
Налазили су се поред сеоског гробља у насељу Власина Рид (Стари Рид, Црквена махала), на удаљености од 24 метара од цркве и 18 метара од старог пута који је водио према „Малом мосту”, пре изградње језерске бране. Скица ратничких гробова из 1931. године која указује на позицију гробова пет ратника Добровољачког одреда чува се у фондовима Архива Југославије. Такође, према списку војничких гробаља и гробова, који је сачинио парох власински Михаило Цветковић на војничком гробљу на Власини било је сахрањено пет ратника из Добровољачког одреда.
Претпоставка је да су ратнички гробови постојали до изградње Задружног дома у близини цркве, а по свој прилици тада су уништени како би се уступило место планираном задружном дому. Задружни дом је срушен и простор је неоптерећен изградњом.
Познато да је један од погинулих војника из Добровољачког одреда Војводе Вука Поповића Грујић Жарко Јоца (1888—1915).